# Амвросіївський цементний завод

Амвро́сіївський цеме́нтний комбіна́т — найпотужніша в Україні група з 5 цементних заводів і 4 кар'єрів.

## Історія
Перші 2 заводи портланд-цементу засновано 1896—1898 роках (належали капіталісту Чернову та акціонерному товариству); третій — у 1913.
Після Жовтневого перевороту заводи реконструйовано і розширено. У 1932 році збудовано потужний четвертий завод із 8 автоматичними шахтними печами. Заводи, зруйновані під час Другої світової війни, повністю відбудовано і значно розширено. 1953 збудовано Ново-Амвросіївський завод з 150-метровими печами, устаткований найновішою технікою (розширений 1957). Завод нагороджено орденом Леніна.
На Амвросіївському цементному комбінаті широко запроваджено механізацію та автоматизацію і нову технологію; з 1958 заводи працюють на газовому паливі. Виробництво цементу 1958 зросло проти 1950 в 3,6 раза. В роки довоєнних п'ятирічок і після війни робітники амвросіївських заводів відіграли велику роль у забезпеченні цементом багатьох індустріальних новобудов Донбасу та інших районів УРСР. В 1959—65 значно зростає випуск цементу, особливо високоякісних марок. Питома вага портланд-цементу в продукції зросте з 1/2 в 1958 до 4/5 в 1965.
З 2006 року завод входить до складу Групи HeidelbergCement.